# 李至剛
李至剛（1350年代？—1428年），本名李钢，号敬斋，以字行。松江華亭竹口人。

## 生平
李洧孙五世孙。自幼随父亲李垚居华亭。洪武二十一年（1388年）举明经，荐侍太子朱标，初授祠部试郎。因事谪戍，後任虞部郎。再补河南参议，调湖广参议，“为人敏洽，能治繁剧，善傅会”。朱棣即位后，升右通政。永乐元年（1403年）正月，官礼部尚书。永乐二年（1404年）封为左春坊大学士，与修《明太祖高皇帝实录》。永乐九年，與解缙同入狱。永乐二十二年（1424年），明仁宗即位，再任通政，改守兴化，时年已七十。卒于任上。